# Кандамо, Мануэль
Мануэль Кандамо Ириарте (исп. Manuel Candamo Iriarte; 14 декабря 1841, Лима — 7 мая 1904, Арекипа) — перуанский политик, президент Перу с 1903 по 1904 год.

## Ранняя карьера
С 1863 года Мануэль Кандамо начал работать в газете «El Comercio», в одной из старейших газет Перу. На этой работе он прослыл одним из главных критиков президента Хуана Антонио Песета и его политики. Одним из главных объектов его критики стал мирный договор после войны Испанией известный как «Договор Виванко-Пареха». За свои действия он был сослан в Чили, и вернулся только после начала восстания Мариано Игнасио Прадо против президента Песета. После революции он был активным сторонником Прадо, но после отказа Конгресса Перу признать его правительство уехал в Чили работать в дипломатической миссии, но надолго там не задержался отправившись в Европу, а затем в Азию.

## Гражданская партия
Мануэль Кандамо вместе с Мариано Прадо был одним из создателей влиятельной впоследствии Гражданской партии Перу. Гражданская партия стала первой политической партией Перу, такое название партия получила поскольку учредители в основном не имели отношения к армии, одной из задач партии была как раз демилитаризация власти Перу, которой в то время управляли каудильо.

## Вторая Тихоокеанская война
После поражения южных сил перуанской армии и ставшего неизбежным занятие чилийскими войсками столицы, принял участие в обороне столицы. Участвовал в сражениях при Сан-Хуане и Мирафлорес. После оккупации Лимы Мануэль Кандамо, как и многие другие видные политические деятели страны были депортированы в Чили из-за их несогласии с мирным договором по которому Перу вынуждено было идти на территориальные уступки.
Кандамо смог вернуться в страну только после подписания мирного договора известного как «Договор Асьон», но вскоре вновь был вынужден покинуть страну из-за поддержки Касереса против президента Иглесиаса. Как только Иглесиас был свергнут и к власти пришёл Касерес, Мануэль Кандамо был выбран в Сенат, и возглавлял его в 1888, 1890 и 1892 годах.

## Президент правительственной Хунты
В 1894 году Кандамо был на посту мэра Лимы. После того как Андрес Авелино Касерес был вынужден покинуть президентский пост, Кандамо был выбран, чтобы возглавить «Временную Правительственную Хунту» до прихода нового избранного президента, которым стал Николас де Пьерола.

## Президентство
Во время президентства Эдуардо Лопеса де Романьи Мануэль Кандамо вновь был избран главой Сената после того как основные партии Перу, Гражданская и Демократическая, пришли к компромиссу. На выборах 1903 года был представлен Гражданской партией как наиболее умеренная и предпочтительная на тот момент политическая фигура. На посту президента Мануэль Кандамо пробыл недолго, вскоре после своего избрания заболел и умер. После него страну временно возглавил вице-президент Серапио Кальдерон, после которого был избран министр иностранных дел при правительстве Кандамо Хосе Пардо.

## Личная жизнь
Мануэль Кандамо был женат на Терезе Альварес-Кальдерон, у них было две дочери, одна из которых Тереза де Ла Крус основала монастырь «Canonesas de La Cruz». В 1981 году ей был присвоен титул Слуги Божьей, что означает, что её жизнь изучается католической церковью для возможного объявления её святой.